# Liste des institutions psychiatriques en Belgique
 (avril 2014).
Si vous disposez d'ouvrages ou d'articles de référence ou si vous connaissez des sites web de qualité traitant du thème abordé ici, merci de compléter l'article en donnant les références utiles à sa vérifiabilité et en les liant à la section « Notes et références ».
Cet article dresse la liste des institutions psychiatriques en Belgique.
| Nom                                                 | Lieu          | Date de création |
| --------------------------------------------------- | ------------- | ---------------- |
| Asile Bouchout                                      |               |                  |
| Asile de Brecht                                     |               |                  |
| Asile de Duffel                                     |               |                  |
| Asile de Mortsel                                    |               | 1895             |
| Asile-dépôt de l'hôpital Saint-Jean                 | Bruxelles     | 1843             |
| Centre hospitalier psychiatrique du Chêne aux Haies | Mons          |                  |
| Centre hospitalier Jean Titeca                      | Schaerbeek    | 1852             |
| Centre Psychiatrique Régional Les Maronniers        | Tournai       | 1881             |
| Clinique La Ramée                                   | Bruxelles     |                  |
| Hôpital Neuro-Psychiatrique Saint-Martin - OFC      | Dave          | 1901             |
| Hôpital Psychiatrique du Beau-Vallon                | Saint-Servais | 1914             |
| Institut de Psychiatrie (Brugmann)                  | Bruxelles     | 1931             |
| Maison des Frères Cellites                          | Anvers        | [ 3 ]            |
| Club Antonin Artaud                                 | Bruxelles     | 1962             |